# Sohaemus d'Émèse
Sohaemus, Sohaimos, Sohémos ou Sohème d'Émese ou de Sophène, ou encore C[aius] Iulius Sohaemus (en grec : ο Γαίος Ιούλιος Σόαιμος), est un prince et un roi client romain d'Émèse, régnant également sur la Sophène de 54 jusqu'à 72-75. À Émèse, il succède à son frère Azizus, mort sans descendance vers 54.

## Éléments biographiques
Sohaemus est le fils cadet de Sampsigeramus II d'Émèse (actuelle Homs en Syrie), qui y a régné de 11 av. J.-C. jusqu'à 42, et de Iotapa. Par sa mère, Sohaemus est un descendant du royaume de Commagène, ses grands-parents maternels étant le roi Mithridate III de Commagène et la reine Iotapa d'Atropatène. Il est probablement né et a grandi à Émèse, et est d'ascendance syrienne, arménienne, grecque et mède. 
Son frère aîné Azizus, qui a accédé au trône à la mort de leur père, meurt à son tour en 54, et Sohaemus lui succède. La même année, Néron détache la Sophène de l'Arménie et fait de Sohaemus son roi. Il pourrait être également le patron de la colonie romaine de Béryte, et diriger Césarée du Liban, s'il s'agit bien du même « Sohaemus ». Il est en outre honoré à Héliopolis sous le nom de « C. Iulius Sohaemus ». L'inscription en latin indique :

« Pour le grand roi Caius Julius Sohaemus, fils du grand roi Sampsiceramus... chef de la colonie. »

Très proche de Rome, il envoie des troupes lors de la révolte en Judée en 66 (selon Flavius Josèphe, « quatre mille hommes, dont le tiers était des cavaliers, et la plupart archers ») et prend parti lors de la guerre civile romaine de 68-69 en soutenant Vespasien.
En 72, Sohaemus fournit des troupes depuis la Sophène au gouverneur de la province de Syrie Lucius Caesennius Paetus, pour destituer Antiochos IV de Commagène. Cette intervention conduit à l'annexion du royaume de Commagène par l'Empire romain. Peu après, la déposition d'Antiochos IV, les deux rois — Sohaemus et Aristobule de Chalcis — qui ont aidé les forces romaines semblent avoir été déposés à leur tour. Au plus tard en 75, aussi bien la Sophène que l'Arménie mineure sont rattachées à des provinces romaines. Il est le dernier roi attesté d'Émèse, il disparaît vers 72-75, tout comme son royaume, annexés par Rome.
Lorsque Sohaemus meurt, il est enterré dans un tombeau de forme pyramidale achevé en 78/79. Bien qu'on ne puisse assurer que Sohaemus ait abdiqué ou ait été démis au retour de l'expédition qui a dépossédé Antiochos IV de Commagène « l'absence de tout titre royal sur le mausolée », « comme sur les inscriptions qui attestent l'existence de la famille tout au long du IIe siècle » indique que vraisemblablement le royaume d'Émèse a été annexé à l'Empire avant la construction du mausolée. Les destitutions d'Aristobule de Chalcis et de Sohaemus d'Émèse semblent avoir eu lieu dans la même période, juste après l'expédition contre la Commagène. L'ère des monnaies romaines frappées à Nicopolis qui commence à l'automne 72 montre qu'Aristobule a été démis à ce moment de sa royauté sur l'Arménie mineure,. L'annexion de ces deux royaumes pourrait être une des séquelles de ce conflit de Commagène. La destitution de Sohaemus semble avoir eu lieu au moment où « l'activité de Marcus Ulpius Traianus, le père du futur empereur Trajan, se déploie précisément dans cette partie de la province de Syrie, dont il est le gouverneur de 73/74 à 78/79. »

## Union et postérité
Vers 35, Sohaemus épouse sa parente, la princesse Drusilla de Maurétanie, la fille de Ptolémée de Maurétanie et de Julia Urania. Drusilla est l'arrière-petite-fille de la reine Cléopâtre VII d'Égypte (dynastie des Ptolémées) et du  triumvir romain Marc Antoine. Ils sont probablement les parents de Caius Julius Alexio et de Iulia Mamaea, épouse de Marcus Antonius Polemo II. Parmi ceux qui se réclament de sa descendance se trouve la reine Zénobie de Palmyre.

## Dynasties d'Émèse et de Commagène
|MAMAEA=Julia
Mamaea I d'Émèse
| Lamblicus d'Émèse                            | Lamblicus d'Émèse                            | Lamblicus d'Émèse                            | Lamblicus d'Émèse                            | Lamblicus d'Émèse                               | Lamblicus d'Émèse                               |                                                 |                                                 | Inconnue d'Iturée                                             | Inconnue d'Iturée                                             | Inconnue d'Iturée                                             | Inconnue d'Iturée                                             | Inconnue d'Iturée                                             | Inconnue d'Iturée                                             |                                                         |                                                         | Mithridate III de Commagène m 12 av. J.-C. | Mithridate III de Commagène m 12 av. J.-C. | Mithridate III de Commagène m 12 av. J.-C. | Mithridate III de Commagène m 12 av. J.-C. | Mithridate III de Commagène m 12 av. J.-C.                       | Mithridate III de Commagène m 12 av. J.-C.                       |                                                                  |                                                                  | Iotapa d'Atropatène                                              | Iotapa d'Atropatène                                              | Iotapa d'Atropatène          | Iotapa d'Atropatène          | Iotapa d'Atropatène           | Iotapa d'Atropatène           |                               |                               | Juba II de Maurétanie ou de Libye       | Juba II de Maurétanie ou de Libye       | Juba II de Maurétanie ou de Libye       | Juba II de Maurétanie ou de Libye       | Juba II de Maurétanie ou de Libye       | Juba II de Maurétanie ou de Libye       |                                       |                                       | Cléopâtre Séléné II 25 décembre 40 av. J.-C. / v. 5 de notre ère | Cléopâtre Séléné II 25 décembre 40 av. J.-C. / v. 5 de notre ère | Cléopâtre Séléné II 25 décembre 40 av. J.-C. / v. 5 de notre ère | Cléopâtre Séléné II 25 décembre 40 av. J.-C. / v. 5 de notre ère | Cléopâtre Séléné II 25 décembre 40 av. J.-C. / v. 5 de notre ère | Cléopâtre Séléné II 25 décembre 40 av. J.-C. / v. 5 de notre ère |                             |                             |                             |                             |                         |                         |                                 |                                 |                                 |                                 |                                 |                                 |  |  |  |  |
| Lamblicus d'Émèse                            | Lamblicus d'Émèse                            | Lamblicus d'Émèse                            | Lamblicus d'Émèse                            | Lamblicus d'Émèse                               | Lamblicus d'Émèse                               |                                                 |                                                 | Inconnue d'Iturée                                             | Inconnue d'Iturée                                             | Inconnue d'Iturée                                             | Inconnue d'Iturée                                             | Inconnue d'Iturée                                             | Inconnue d'Iturée                                             |                                                         |                                                         | Mithridate III de Commagène m 12 av. J.-C. | Mithridate III de Commagène m 12 av. J.-C. | Mithridate III de Commagène m 12 av. J.-C. | Mithridate III de Commagène m 12 av. J.-C. | Mithridate III de Commagène m 12 av. J.-C.                       | Mithridate III de Commagène m 12 av. J.-C.                       |                                                                  |                                                                  | Iotapa d'Atropatène                                              | Iotapa d'Atropatène                                              | Iotapa d'Atropatène          | Iotapa d'Atropatène          | Iotapa d'Atropatène           | Iotapa d'Atropatène           |                               |                               | Juba II de Maurétanie ou de Libye       | Juba II de Maurétanie ou de Libye       | Juba II de Maurétanie ou de Libye       | Juba II de Maurétanie ou de Libye       | Juba II de Maurétanie ou de Libye       | Juba II de Maurétanie ou de Libye       |                                       |                                       | Cléopâtre Séléné II 25 décembre 40 av. J.-C. / v. 5 de notre ère | Cléopâtre Séléné II 25 décembre 40 av. J.-C. / v. 5 de notre ère | Cléopâtre Séléné II 25 décembre 40 av. J.-C. / v. 5 de notre ère | Cléopâtre Séléné II 25 décembre 40 av. J.-C. / v. 5 de notre ère | Cléopâtre Séléné II 25 décembre 40 av. J.-C. / v. 5 de notre ère | Cléopâtre Séléné II 25 décembre 40 av. J.-C. / v. 5 de notre ère |                             |                             |                             |                             |                         |                         |                                 |                                 |                                 |                                 |                                 |                                 |  |  |  |  |
|                                              |                                              |                                              |                                              |                                                 |                                                 |                                                 |                                                 |                                                               |                                                               |                                                               |                                                               |                                                               |                                                               |                                                         |                                                         |                                            |                                            |                                            |                                            |                                                                  |                                                                  |                                                                  |                                                                  |                                                                  |                                                                  |                              |                              |                               |                               |                               |                               |                                         |                                         |                                         |                                         |                                         |                                         |                                       |                                       |                                                                  |                                                                  |                                                                  |                                                                  |                                                                  |                                                                  |                             |                             |                             |                             |                         |                         |                                 |                                 |                                 |                                 |                                 |                                 |  |  |  |  |
|                                              |                                              |                                              |                                              |                                                 |                                                 |                                                 |                                                 |                                                               |                                                               |                                                               |                                                               |                                                               |                                                               |                                                         |                                                         |                                            |                                            |                                            |                                            |                                                                  |                                                                  |                                                                  |                                                                  |                                                                  |                                                                  |                              |                              |                               |                               |                               |                               |                                         |                                         |                                         |                                         |                                         |                                         |                                       |                                       |                                                                  |                                                                  |                                                                  |                                                                  |                                                                  |                                                                  |                             |                             |                             |                             |                         |                         |                                 |                                 |                                 |                                 |                                 |                                 |  |  |  |  |
|                                              |                                              |                                              |                                              |                                                 |                                                 |                                                 |                                                 |                                                               |                                                               |                                                               |                                                               |                                                               |                                                               |                                                         |                                                         |                                            |                                            |                                            |                                            |                                                                  |                                                                  |                                                                  |                                                                  |                                                                  |                                                                  |                              |                              |                               |                               |                               |                               |                                         |                                         |                                         |                                         |                                         |                                         |                                       |                                       |                                                                  |                                                                  |                                                                  |                                                                  |                                                                  |                                                                  |                             |                             |                             |                             |                         |                         |                                 |                                 |                                 |                                 |                                 |                                 |  |  |  |  |
|                                              |                                              |                                              |                                              | Caius Julius Sampsigeramus II d'Émèse (m 41/42) | Caius Julius Sampsigeramus II d'Émèse (m 41/42) | Caius Julius Sampsigeramus II d'Émèse (m 41/42) | Caius Julius Sampsigeramus II d'Émèse (m 41/42) | Caius Julius Sampsigeramus II d'Émèse (m 41/42)               | Caius Julius Sampsigeramus II d'Émèse (m 41/42)               |                                                               |                                                               | Iotapa (III) reine d'Émèse                                    | Iotapa (III) reine d'Émèse                                    | Iotapa (III) reine d'Émèse                              | Iotapa (III) reine d'Émèse                              | Iotapa (III) reine d'Émèse                 | Iotapa (III) reine d'Émèse                 |                                            |                                            |                                                                  |                                                                  |                                                                  |                                                                  |                                                                  |                                                                  |                              |                              |                               |                               |                               |                               |                                         |                                         |                                         |                                         | Ptolemaeus II de Maurétanie (m 38/40)   | Ptolemaeus II de Maurétanie (m 38/40)   | Ptolemaeus II de Maurétanie (m 38/40) | Ptolemaeus II de Maurétanie (m 38/40) | Ptolemaeus II de Maurétanie (m 38/40)                            | Ptolemaeus II de Maurétanie (m 38/40)                            |                                                                  |                                                                  |                                                                  |                                                                  |                             |                             |                             |                             |                         |                         | Julia Urania (Parthes ou Émèse) | Julia Urania (Parthes ou Émèse) | Julia Urania (Parthes ou Émèse) | Julia Urania (Parthes ou Émèse) | Julia Urania (Parthes ou Émèse) | Julia Urania (Parthes ou Émèse) |  |  |  |  |
|                                              |                                              |                                              |                                              | Caius Julius Sampsigeramus II d'Émèse (m 41/42) | Caius Julius Sampsigeramus II d'Émèse (m 41/42) | Caius Julius Sampsigeramus II d'Émèse (m 41/42) | Caius Julius Sampsigeramus II d'Émèse (m 41/42) | Caius Julius Sampsigeramus II d'Émèse (m 41/42)               | Caius Julius Sampsigeramus II d'Émèse (m 41/42)               |                                                               |                                                               | Iotapa (III) reine d'Émèse                                    | Iotapa (III) reine d'Émèse                                    | Iotapa (III) reine d'Émèse                              | Iotapa (III) reine d'Émèse                              | Iotapa (III) reine d'Émèse                 | Iotapa (III) reine d'Émèse                 |                                            |                                            |                                                                  |                                                                  |                                                                  |                                                                  |                                                                  |                                                                  |                              |                              |                               |                               |                               |                               |                                         |                                         |                                         |                                         | Ptolemaeus II de Maurétanie (m 38/40)   | Ptolemaeus II de Maurétanie (m 38/40)   | Ptolemaeus II de Maurétanie (m 38/40) | Ptolemaeus II de Maurétanie (m 38/40) | Ptolemaeus II de Maurétanie (m 38/40)                            | Ptolemaeus II de Maurétanie (m 38/40)                            |                                                                  |                                                                  |                                                                  |                                                                  |                             |                             |                             |                             |                         |                         | Julia Urania (Parthes ou Émèse) | Julia Urania (Parthes ou Émèse) | Julia Urania (Parthes ou Émèse) | Julia Urania (Parthes ou Émèse) | Julia Urania (Parthes ou Émèse) | Julia Urania (Parthes ou Émèse) |  |  |  |  |
|                                              |                                              |                                              |                                              |                                                 |                                                 |                                                 |                                                 |                                                               |                                                               |                                                               |                                                               |                                                               |                                                               |                                                         |                                                         |                                            |                                            |                                            |                                            |                                                                  |                                                                  |                                                                  |                                                                  |                                                                  |                                                                  |                              |                              |                               |                               |                               |                               |                                         |                                         |                                         |                                         |                                         |                                         |                                       |                                       |                                                                  |                                                                  |                                                                  |                                                                  |                                                                  |                                                                  |                             |                             |                             |                             |                         |                         |                                 |                                 |                                 |                                 |                                 |                                 |  |  |  |  |
|                                              |                                              |                                              |                                              |                                                 |                                                 |                                                 |                                                 |                                                               |                                                               |                                                               |                                                               |                                                               |                                                               |                                                         |                                                         |                                            |                                            |                                            |                                            |                                                                  |                                                                  |                                                                  |                                                                  |                                                                  |                                                                  |                              |                              |                               |                               |                               |                               |                                         |                                         |                                         |                                         |                                         |                                         |                                       |                                       |                                                                  |                                                                  |                                                                  |                                                                  |                                                                  |                                                                  |                             |                             |                             |                             |                         |                         |                                 |                                 |                                 |                                 |                                 |                                 |  |  |  |  |
| Aristobule le Mineur                         | Aristobule le Mineur                         | Aristobule le Mineur                         | Aristobule le Mineur                         | Aristobule le Mineur                            | Aristobule le Mineur                            |                                                 |                                                 | Iotapa (IV)                                                   | Iotapa (IV)                                                   | Iotapa (IV)                                                   | Iotapa (IV)                                                   | Iotapa (IV)                                                   | Iotapa (IV)                                                   |                                                         |                                                         | Azizus d'Émèse m 54                        | Azizus d'Émèse m 54                        | Azizus d'Émèse m 54                        | Azizus d'Émèse m 54                        | Azizus d'Émèse m 54                                              | Azizus d'Émèse m 54                                              |                                                                  |                                                                  | Drusilla fille d'Agrippa Ier                                     | Drusilla fille d'Agrippa Ier                                     | Drusilla fille d'Agrippa Ier | Drusilla fille d'Agrippa Ier | Drusilla fille d'Agrippa Ier  | Drusilla fille d'Agrippa Ier  |                               |                               | Caius Julius Sohaemus d'Émèse (m v. 78) | Caius Julius Sohaemus d'Émèse (m v. 78) | Caius Julius Sohaemus d'Émèse (m v. 78) | Caius Julius Sohaemus d'Émèse (m v. 78) | Caius Julius Sohaemus d'Émèse (m v. 78) | Caius Julius Sohaemus d'Émèse (m v. 78) |                                       |                                       | Drusilla Urania de Maurétanie                                    | Drusilla Urania de Maurétanie                                    | Drusilla Urania de Maurétanie                                    | Drusilla Urania de Maurétanie                                    | Drusilla Urania de Maurétanie                                    | Drusilla Urania de Maurétanie                                    |                             |                             |                             |                             |                         |                         |                                 |                                 |                                 |                                 |                                 |                                 |  |  |  |  |
| Aristobule le Mineur                         | Aristobule le Mineur                         | Aristobule le Mineur                         | Aristobule le Mineur                         | Aristobule le Mineur                            | Aristobule le Mineur                            |                                                 |                                                 | Iotapa (IV)                                                   | Iotapa (IV)                                                   | Iotapa (IV)                                                   | Iotapa (IV)                                                   | Iotapa (IV)                                                   | Iotapa (IV)                                                   |                                                         |                                                         | Azizus d'Émèse m 54                        | Azizus d'Émèse m 54                        | Azizus d'Émèse m 54                        | Azizus d'Émèse m 54                        | Azizus d'Émèse m 54                                              | Azizus d'Émèse m 54                                              |                                                                  |                                                                  | Drusilla fille d'Agrippa Ier                                     | Drusilla fille d'Agrippa Ier                                     | Drusilla fille d'Agrippa Ier | Drusilla fille d'Agrippa Ier | Drusilla fille d'Agrippa Ier  | Drusilla fille d'Agrippa Ier  |                               |                               | Caius Julius Sohaemus d'Émèse (m v. 78) | Caius Julius Sohaemus d'Émèse (m v. 78) | Caius Julius Sohaemus d'Émèse (m v. 78) | Caius Julius Sohaemus d'Émèse (m v. 78) | Caius Julius Sohaemus d'Émèse (m v. 78) | Caius Julius Sohaemus d'Émèse (m v. 78) |                                       |                                       | Drusilla Urania de Maurétanie                                    | Drusilla Urania de Maurétanie                                    | Drusilla Urania de Maurétanie                                    | Drusilla Urania de Maurétanie                                    | Drusilla Urania de Maurétanie                                    | Drusilla Urania de Maurétanie                                    |                             |                             |                             |                             |                         |                         |                                 |                                 |                                 |                                 |                                 |                                 |  |  |  |  |
|                                              |                                              |                                              |                                              |                                                 |                                                 |                                                 |                                                 |                                                               |                                                               |                                                               |                                                               |                                                               |                                                               |                                                         |                                                         |                                            |                                            |                                            |                                            |                                                                  |                                                                  |                                                                  |                                                                  |                                                                  |                                                                  |                              |                              |                               |                               |                               |                               |                                         |                                         |                                         |                                         |                                         |                                         |                                       |                                       |                                                                  |                                                                  |                                                                  |                                                                  |                                                                  |                                                                  |                             |                             |                             |                             |                         |                         |                                 |                                 |                                 |                                 |                                 |                                 |  |  |  |  |
|                                              |                                              |                                              |                                              |                                                 |                                                 |                                                 |                                                 |                                                               |                                                               |                                                               |                                                               |                                                               |                                                               |                                                         |                                                         |                                            |                                            |                                            |                                            |                                                                  |                                                                  |                                                                  |                                                                  |                                                                  |                                                                  |                              |                              |                               |                               |                               |                               |                                         |                                         |                                         |                                         |                                         |                                         |                                       |                                       |                                                                  |                                                                  |                                                                  |                                                                  |                                                                  |                                                                  |                             |                             |                             |                             |                         |                         |                                 |                                 |                                 |                                 |                                 |                                 |  |  |  |  |
| Tiberius Claudius Thrasyllus fl. sous Tibère | Tiberius Claudius Thrasyllus fl. sous Tibère | Tiberius Claudius Thrasyllus fl. sous Tibère | Tiberius Claudius Thrasyllus fl. sous Tibère | Tiberius Claudius Thrasyllus fl. sous Tibère    | Tiberius Claudius Thrasyllus fl. sous Tibère    |                                                 |                                                 | (Claudia) Aka II de Commagène (it) av. -12 - av. 50 ap. J.-C. | (Claudia) Aka II de Commagène (it) av. -12 - av. 50 ap. J.-C. | (Claudia) Aka II de Commagène (it) av. -12 - av. 50 ap. J.-C. | (Claudia) Aka II de Commagène (it) av. -12 - av. 50 ap. J.-C. | (Claudia) Aka II de Commagène (it) av. -12 - av. 50 ap. J.-C. | (Claudia) Aka II de Commagène (it) av. -12 - av. 50 ap. J.-C. |                                                         |                                                         | Antiochos III de Commagène                 | Antiochos III de Commagène                 | Antiochos III de Commagène                 | Antiochos III de Commagène                 | Antiochos III de Commagène                                       | Antiochos III de Commagène                                       |                                                                  |                                                                  |                                                                  |                                                                  |                              |                              | Iotapa (II) de Commagène      | Iotapa (II) de Commagène      | Iotapa (II) de Commagène      | Iotapa (II) de Commagène      | Iotapa (II) de Commagène                | Iotapa (II) de Commagène                |                                         |                                         | Claudia Calpurnia Piso de Rome          | Claudia Calpurnia Piso de Rome          | Claudia Calpurnia Piso de Rome        | Claudia Calpurnia Piso de Rome        | Claudia Calpurnia Piso de Rome                                   | Claudia Calpurnia Piso de Rome                                   |                                                                  |                                                                  | Gaius Julius Alexio d'Émèse                                      | Gaius Julius Alexio d'Émèse                                      | Gaius Julius Alexio d'Émèse | Gaius Julius Alexio d'Émèse | Gaius Julius Alexio d'Émèse | Gaius Julius Alexio d'Émèse |                         |                         | {{{MAMAEA }}}                   | {{{MAMAEA }}}                   | {{{MAMAEA }}}                   | {{{MAMAEA }}}                   | {{{MAMAEA }}}                   | {{{MAMAEA }}}                   |  |  |  |  |
| Tiberius Claudius Thrasyllus fl. sous Tibère | Tiberius Claudius Thrasyllus fl. sous Tibère | Tiberius Claudius Thrasyllus fl. sous Tibère | Tiberius Claudius Thrasyllus fl. sous Tibère | Tiberius Claudius Thrasyllus fl. sous Tibère    | Tiberius Claudius Thrasyllus fl. sous Tibère    |                                                 |                                                 | (Claudia) Aka II de Commagène (it) av. -12 - av. 50 ap. J.-C. | (Claudia) Aka II de Commagène (it) av. -12 - av. 50 ap. J.-C. | (Claudia) Aka II de Commagène (it) av. -12 - av. 50 ap. J.-C. | (Claudia) Aka II de Commagène (it) av. -12 - av. 50 ap. J.-C. | (Claudia) Aka II de Commagène (it) av. -12 - av. 50 ap. J.-C. | (Claudia) Aka II de Commagène (it) av. -12 - av. 50 ap. J.-C. |                                                         |                                                         | Antiochos III de Commagène                 | Antiochos III de Commagène                 | Antiochos III de Commagène                 | Antiochos III de Commagène                 | Antiochos III de Commagène                                       | Antiochos III de Commagène                                       |                                                                  |                                                                  |                                                                  |                                                                  |                              |                              | Iotapa (II) de Commagène      | Iotapa (II) de Commagène      | Iotapa (II) de Commagène      | Iotapa (II) de Commagène      | Iotapa (II) de Commagène                | Iotapa (II) de Commagène                |                                         |                                         | Claudia Calpurnia Piso de Rome          | Claudia Calpurnia Piso de Rome          | Claudia Calpurnia Piso de Rome        | Claudia Calpurnia Piso de Rome        | Claudia Calpurnia Piso de Rome                                   | Claudia Calpurnia Piso de Rome                                   |                                                                  |                                                                  | Gaius Julius Alexio d'Émèse                                      | Gaius Julius Alexio d'Émèse                                      | Gaius Julius Alexio d'Émèse | Gaius Julius Alexio d'Émèse | Gaius Julius Alexio d'Émèse | Gaius Julius Alexio d'Émèse |                         |                         | {{{MAMAEA }}}                   | {{{MAMAEA }}}                   | {{{MAMAEA }}}                   | {{{MAMAEA }}}                   | {{{MAMAEA }}}                   | {{{MAMAEA }}}                   |  |  |  |  |
|                                              |                                              |                                              |                                              |                                                 |                                                 |                                                 |                                                 |                                                               |                                                               |                                                               |                                                               |                                                               |                                                               |                                                         |                                                         |                                            |                                            |                                            |                                            |                                                                  |                                                                  |                                                                  |                                                                  |                                                                  |                                                                  |                              |                              |                               |                               |                               |                               |                                         |                                         |                                         |                                         |                                         |                                         |                                       |                                       |                                                                  |                                                                  |                                                                  |                                                                  |                                                                  |                                                                  |                             |                             |                             |                             |                         |                         |                                 |                                 |                                 |                                 |                                 |                                 |  |  |  |  |
|                                              |                                              |                                              |                                              |                                                 |                                                 |                                                 |                                                 |                                                               |                                                               |                                                               |                                                               |                                                               |                                                               |                                                         |                                                         |                                            |                                            |                                            |                                            |                                                                  |                                                                  |                                                                  |                                                                  |                                                                  |                                                                  |                              |                              |                               |                               |                               |                               |                                         |                                         |                                         |                                         |                                         |                                         |                                       |                                       |                                                                  |                                                                  |                                                                  |                                                                  |                                                                  |                                                                  |                             |                             |                             |                             |                         |                         |                                 |                                 |                                 |                                 |                                 |                                 |  |  |  |  |
|                                              |                                              |                                              |                                              |                                                 |                                                 |                                                 |                                                 |                                                               |                                                               |                                                               |                                                               |                                                               |                                                               |                                                         |                                                         | Antiochos IV de Commagène                  | Antiochos IV de Commagène                  | Antiochos IV de Commagène                  | Antiochos IV de Commagène                  | Antiochos IV de Commagène                                        | Antiochos IV de Commagène                                        |                                                                  |                                                                  |                                                                  |                                                                  |                              |                              | Julia Iotapa (V) de Commagène | Julia Iotapa (V) de Commagène | Julia Iotapa (V) de Commagène | Julia Iotapa (V) de Commagène | Julia Iotapa (V) de Commagène           | Julia Iotapa (V) de Commagène           |                                         |                                         |                                         |                                         |                                       |                                       |                                                                  |                                                                  |                                                                  |                                                                  |                                                                  |                                                                  |                             |                             |                             |                             |                         |                         |                                 |                                 |                                 |                                 |                                 |                                 |  |  |  |  |
|                                              |                                              |                                              |                                              |                                                 |                                                 |                                                 |                                                 |                                                               |                                                               |                                                               |                                                               |                                                               |                                                               |                                                         |                                                         | Antiochos IV de Commagène                  | Antiochos IV de Commagène                  | Antiochos IV de Commagène                  | Antiochos IV de Commagène                  | Antiochos IV de Commagène                                        | Antiochos IV de Commagène                                        |                                                                  |                                                                  |                                                                  |                                                                  |                              |                              | Julia Iotapa (V) de Commagène | Julia Iotapa (V) de Commagène | Julia Iotapa (V) de Commagène | Julia Iotapa (V) de Commagène | Julia Iotapa (V) de Commagène           | Julia Iotapa (V) de Commagène           |                                         |                                         |                                         |                                         |                                       |                                       |                                                                  |                                                                  |                                                                  |                                                                  |                                                                  |                                                                  |                             |                             |                             |                             |                         |                         |                                 |                                 |                                 |                                 |                                 |                                 |  |  |  |  |
|                                              |                                              |                                              |                                              |                                                 |                                                 |                                                 |                                                 |                                                               |                                                               |                                                               |                                                               |                                                               |                                                               |                                                         |                                                         |                                            |                                            |                                            |                                            |                                                                  |                                                                  |                                                                  |                                                                  |                                                                  |                                                                  |                              |                              |                               |                               |                               |                               |                                         |                                         |                                         |                                         |                                         |                                         |                                       |                                       |                                                                  |                                                                  |                                                                  |                                                                  |                                                                  |                                                                  |                             |                             |                             |                             |                         |                         |                                 |                                 |                                 |                                 |                                 |                                 |  |  |  |  |
|                                              |                                              |                                              |                                              |                                                 |                                                 |                                                 |                                                 |                                                               |                                                               |                                                               |                                                               |                                                               |                                                               |                                                         |                                                         | Caius Iulius Archelaus Antiochus Epiphanes | Caius Iulius Archelaus Antiochus Epiphanes | Caius Iulius Archelaus Antiochus Epiphanes | Caius Iulius Archelaus Antiochus Epiphanes | Caius Iulius Archelaus Antiochus Epiphanes                       | Caius Iulius Archelaus Antiochus Epiphanes                       |                                                                  |                                                                  | Julia Iotapa (VI)                                                | Julia Iotapa (VI)                                                | Julia Iotapa (VI)            | Julia Iotapa (VI)            | Julia Iotapa (VI)             | Julia Iotapa (VI)             |                               |                               |                                         |                                         | Caius Julius Alexander                  | Caius Julius Alexander                  | Caius Julius Alexander                  | Caius Julius Alexander                  | Caius Julius Alexander                | Caius Julius Alexander                |                                                                  |                                                                  |                                                                  |                                                                  |                                                                  |                                                                  |                             |                             |                             |                             |                         |                         |                                 |                                 |                                 |                                 |                                 |                                 |  |  |  |  |
|                                              |                                              |                                              |                                              |                                                 |                                                 |                                                 |                                                 |                                                               |                                                               |                                                               |                                                               |                                                               |                                                               |                                                         |                                                         | Caius Iulius Archelaus Antiochus Epiphanes | Caius Iulius Archelaus Antiochus Epiphanes | Caius Iulius Archelaus Antiochus Epiphanes | Caius Iulius Archelaus Antiochus Epiphanes | Caius Iulius Archelaus Antiochus Epiphanes                       | Caius Iulius Archelaus Antiochus Epiphanes                       |                                                                  |                                                                  | Julia Iotapa (VI)                                                | Julia Iotapa (VI)                                                | Julia Iotapa (VI)            | Julia Iotapa (VI)            | Julia Iotapa (VI)             | Julia Iotapa (VI)             |                               |                               |                                         |                                         | Caius Julius Alexander                  | Caius Julius Alexander                  | Caius Julius Alexander                  | Caius Julius Alexander                  | Caius Julius Alexander                | Caius Julius Alexander                |                                                                  |                                                                  |                                                                  |                                                                  |                                                                  |                                                                  |                             |                             |                             |                             |                         |                         |                                 |                                 |                                 |                                 |                                 |                                 |  |  |  |  |
|                                              |                                              |                                              |                                              |                                                 |                                                 |                                                 |                                                 |                                                               |                                                               |                                                               |                                                               |                                                               |                                                               |                                                         |                                                         |                                            |                                            |                                            |                                            |                                                                  |                                                                  |                                                                  |                                                                  |                                                                  |                                                                  |                              |                              |                               |                               |                               |                               |                                         |                                         |                                         |                                         |                                         |                                         |                                       |                                       |                                                                  |                                                                  |                                                                  |                                                                  |                                                                  |                                                                  |                             |                             |                             |                             |                         |                         |                                 |                                 |                                 |                                 |                                 |                                 |  |  |  |  |
|                                              |                                              |                                              |                                              |                                                 |                                                 |                                                 |                                                 |                                                               |                                                               |                                                               |                                                               |                                                               |                                                               |                                                         |                                                         |                                            |                                            |                                            |                                            |                                                                  |                                                                  |                                                                  |                                                                  |                                                                  |                                                                  |                              |                              |                               |                               |                               |                               |                                         |                                         |                                         |                                         |                                         |                                         |                                       |                                       |                                                                  |                                                                  |                                                                  |                                                                  |                                                                  |                                                                  |                             |                             |                             |                             |                         |                         |                                 |                                 |                                 |                                 |                                 |                                 |  |  |  |  |
|                                              |                                              |                                              |                                              |                                                 |                                                 |                                                 |                                                 |                                                               |                                                               | Caius Iulius Antiochus Epiphanes Philopappus cos. (109)       | Caius Iulius Antiochus Epiphanes Philopappus cos. (109)       | Caius Iulius Antiochus Epiphanes Philopappus cos. (109)       | Caius Iulius Antiochus Epiphanes Philopappus cos. (109)       | Caius Iulius Antiochus Epiphanes Philopappus cos. (109) | Caius Iulius Antiochus Epiphanes Philopappus cos. (109) |                                            |                                            |                                            |                                            |                                                                  |                                                                  | Julia Balbilla (Poétesse)                                        | Julia Balbilla (Poétesse)                                        | Julia Balbilla (Poétesse)                                        | Julia Balbilla (Poétesse)                                        | Julia Balbilla (Poétesse)    | Julia Balbilla (Poétesse)    |                               |                               | Julia Iotapa (VII)            | Julia Iotapa (VII)            | Julia Iotapa (VII)                      | Julia Iotapa (VII)                      | Julia Iotapa (VII)                      | Julia Iotapa (VII)                      |                                         |                                         |                                       |                                       |                                                                  |                                                                  |                                                                  |                                                                  |                                                                  |                                                                  |                             |                             |                             |                             |                         |                         |                                 |                                 |                                 |                                 |                                 |                                 |  |  |  |  |
|                                              |                                              |                                              |                                              |                                                 |                                                 |                                                 |                                                 |                                                               |                                                               | Caius Iulius Antiochus Epiphanes Philopappus cos. (109)       | Caius Iulius Antiochus Epiphanes Philopappus cos. (109)       | Caius Iulius Antiochus Epiphanes Philopappus cos. (109)       | Caius Iulius Antiochus Epiphanes Philopappus cos. (109)       | Caius Iulius Antiochus Epiphanes Philopappus cos. (109) | Caius Iulius Antiochus Epiphanes Philopappus cos. (109) |                                            |                                            |                                            |                                            |                                                                  |                                                                  | Julia Balbilla (Poétesse)                                        | Julia Balbilla (Poétesse)                                        | Julia Balbilla (Poétesse)                                        | Julia Balbilla (Poétesse)                                        | Julia Balbilla (Poétesse)    | Julia Balbilla (Poétesse)    |                               |                               | Julia Iotapa (VII)            | Julia Iotapa (VII)            | Julia Iotapa (VII)                      | Julia Iotapa (VII)                      | Julia Iotapa (VII)                      | Julia Iotapa (VII)                      |                                         |                                         |                                       |                                       |                                                                  |                                                                  |                                                                  |                                                                  |                                                                  |                                                                  |                             |                             |                             |                             |                         |                         |                                 |                                 |                                 |                                 |                                 |                                 |  |  |  |  |
|                                              |                                              |                                              |                                              |                                                 |                                                 |                                                 |                                                 |                                                               |                                                               |                                                               |                                                               |                                                               |                                                               |                                                         |                                                         |                                            |                                            |                                            |                                            |                                                                  |                                                                  |                                                                  |                                                                  |                                                                  |                                                                  |                              |                              |                               |                               |                               |                               |                                         |                                         |                                         |                                         |                                         |                                         |                                       |                                       |                                                                  |                                                                  |                                                                  |                                                                  |                                                                  |                                                                  |                             |                             |                             |                             |                         |                         |                                 |                                 |                                 |                                 |                                 |                                 |  |  |  |  |
|                                              |                                              |                                              |                                              |                                                 |                                                 |                                                 |                                                 |                                                               |                                                               |                                                               |                                                               |                                                               |                                                               |                                                         |                                                         |                                            |                                            |                                            |                                            |                                                                  |                                                                  |                                                                  |                                                                  |                                                                  |                                                                  |                              |                              |                               |                               |                               |                               |                                         |                                         |                                         |                                         |                                         |                                         |                                       |                                       |                                                                  |                                                                  |                                                                  |                                                                  |                                                                  |                                                                  |                             |                             |                             |                             |                         |                         |                                 |                                 |                                 |                                 |                                 |                                 |  |  |  |  |
| Tiberius Claudius Balbilus                   | Tiberius Claudius Balbilus                   | Tiberius Claudius Balbilus                   | Tiberius Claudius Balbilus                   | Tiberius Claudius Balbilus                      | Tiberius Claudius Balbilus                      |                                                 |                                                 | Claudia Capitolina Balbila de Rome ?                          | Claudia Capitolina Balbila de Rome ?                          | Claudia Capitolina Balbila de Rome ?                          | Claudia Capitolina Balbila de Rome ?                          | Claudia Capitolina Balbila de Rome ?                          | Claudia Capitolina Balbila de Rome ?                          |                                                         |                                                         |                                            |                                            |                                            |                                            | Caius Julius Sampsigeramus III aussi appelé Silas d'Émèse m. 119 | Caius Julius Sampsigeramus III aussi appelé Silas d'Émèse m. 119 | Caius Julius Sampsigeramus III aussi appelé Silas d'Émèse m. 119 | Caius Julius Sampsigeramus III aussi appelé Silas d'Émèse m. 119 | Caius Julius Sampsigeramus III aussi appelé Silas d'Émèse m. 119 | Caius Julius Sampsigeramus III aussi appelé Silas d'Émèse m. 119 |                              |                              |                               |                               |                               |                               |                                         |                                         |                                         |                                         |                                         |                                         |                                       |                                       |                                                                  |                                                                  |                                                                  |                                                                  |                                                                  |                                                                  |                             |                             | Julia Mamaea II d'Émèse     | Julia Mamaea II d'Émèse     | Julia Mamaea II d'Émèse | Julia Mamaea II d'Émèse | Julia Mamaea II d'Émèse         | Julia Mamaea II d'Émèse         |                                 |                                 |                                 |                                 |  |  |  |  |
| Tiberius Claudius Balbilus                   | Tiberius Claudius Balbilus                   | Tiberius Claudius Balbilus                   | Tiberius Claudius Balbilus                   | Tiberius Claudius Balbilus                      | Tiberius Claudius Balbilus                      |                                                 |                                                 | Claudia Capitolina Balbila de Rome ?                          | Claudia Capitolina Balbila de Rome ?                          | Claudia Capitolina Balbila de Rome ?                          | Claudia Capitolina Balbila de Rome ?                          | Claudia Capitolina Balbila de Rome ?                          | Claudia Capitolina Balbila de Rome ?                          |                                                         |                                                         |                                            |                                            |                                            |                                            | Caius Julius Sampsigeramus III aussi appelé Silas d'Émèse m. 119 | Caius Julius Sampsigeramus III aussi appelé Silas d'Émèse m. 119 | Caius Julius Sampsigeramus III aussi appelé Silas d'Émèse m. 119 | Caius Julius Sampsigeramus III aussi appelé Silas d'Émèse m. 119 | Caius Julius Sampsigeramus III aussi appelé Silas d'Émèse m. 119 | Caius Julius Sampsigeramus III aussi appelé Silas d'Émèse m. 119 |                              |                              |                               |                               |                               |                               |                                         |                                         |                                         |                                         |                                         |                                         |                                       |                                       |                                                                  |                                                                  |                                                                  |                                                                  |                                                                  |                                                                  |                             |                             | Julia Mamaea II d'Émèse     | Julia Mamaea II d'Émèse     | Julia Mamaea II d'Émèse | Julia Mamaea II d'Émèse | Julia Mamaea II d'Émèse         | Julia Mamaea II d'Émèse         |                                 |                                 |                                 |                                 |  |  |  |  |

- Julia Mamaea I d'Émèse épouse Polémon II du Pont à un moment inconnu.

- (en) Barbara Levick, Julia Domna : Syrian Empress, Routledge, 2007, 288 p. (ISBN 978-1-134-32350-0, présentation en ligne), p. XX.

## Sources
- Julia Domna: Syrian Empress, de Barbara Levick, p. 38s
- J, B. Pick, Une monnaie du ΚΟΙΝΟΝ ΑΡΜΕΝΊΑΣ, Paris, Institut français du Proche-Orient, coll. « Revue des Études Anciennes » (no 16-3),‎ 1914 (ISSN 2076-8435, lire en ligne), p. 283-289.
- Théodore Reinach, Le mari de Salomé et les monnaies de Nicopolis d'Arménie, Paris, Revue des Études Anciennes (no 16-2), 1914, 26 p. (ISSN 2540-2544, lire en ligne), p. 133-158.
- J et J.-Ch. Balty, La Géographie administrative et politique d'Alexandre à Mahomet : actes du Colloque de Strasbourg - Centre de recherche sur le Proche-Orient et la Grèce antiques, Paris, Brill Archive, 1979, 358 p. (présentation en ligne), « L'Apamène antique et les limites de la Syria Secunda », p. 41-76.